# Sciences participatives

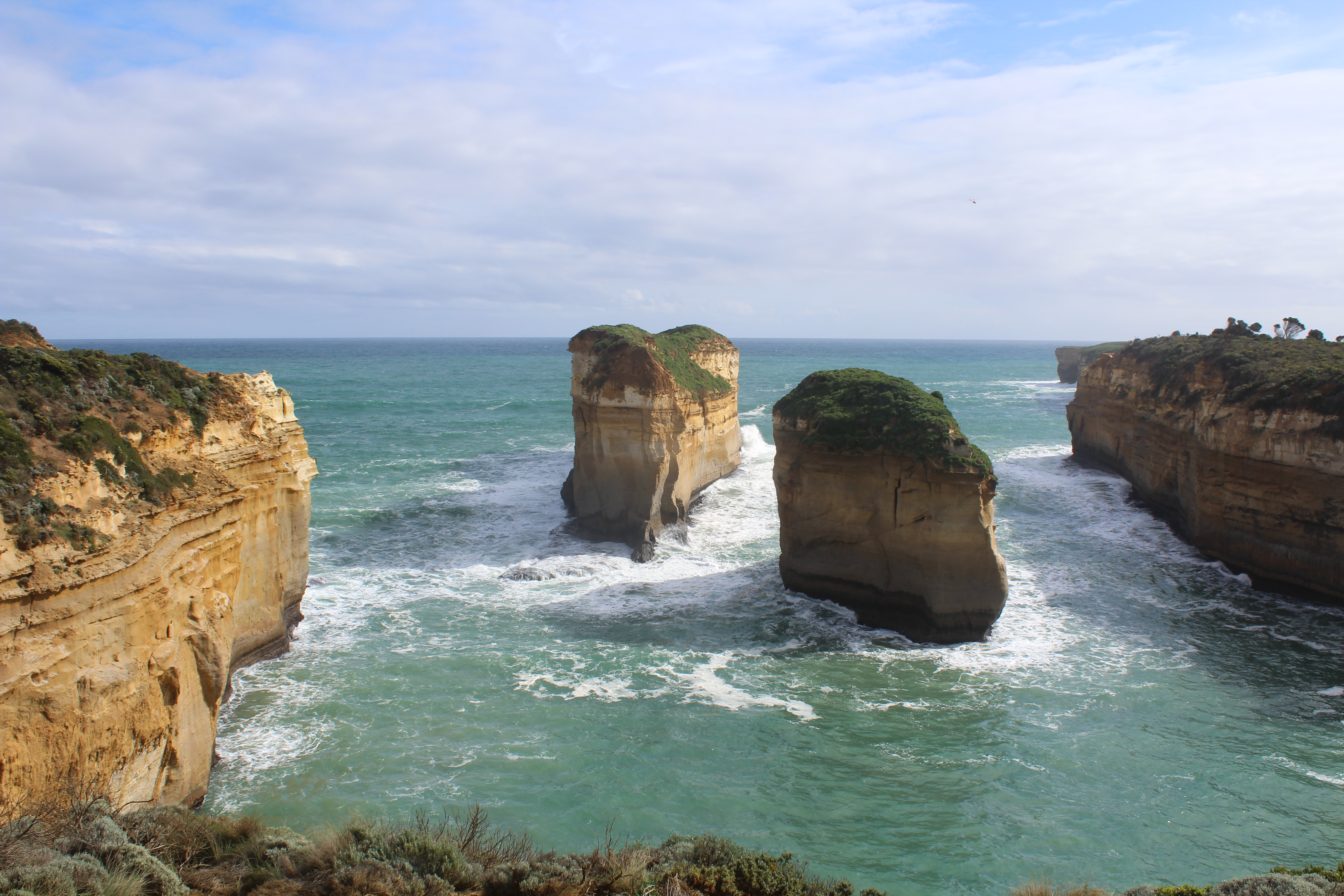
Une arche naturelle effondrée dans le Twelve Apostles National Maritime Park, Australie.

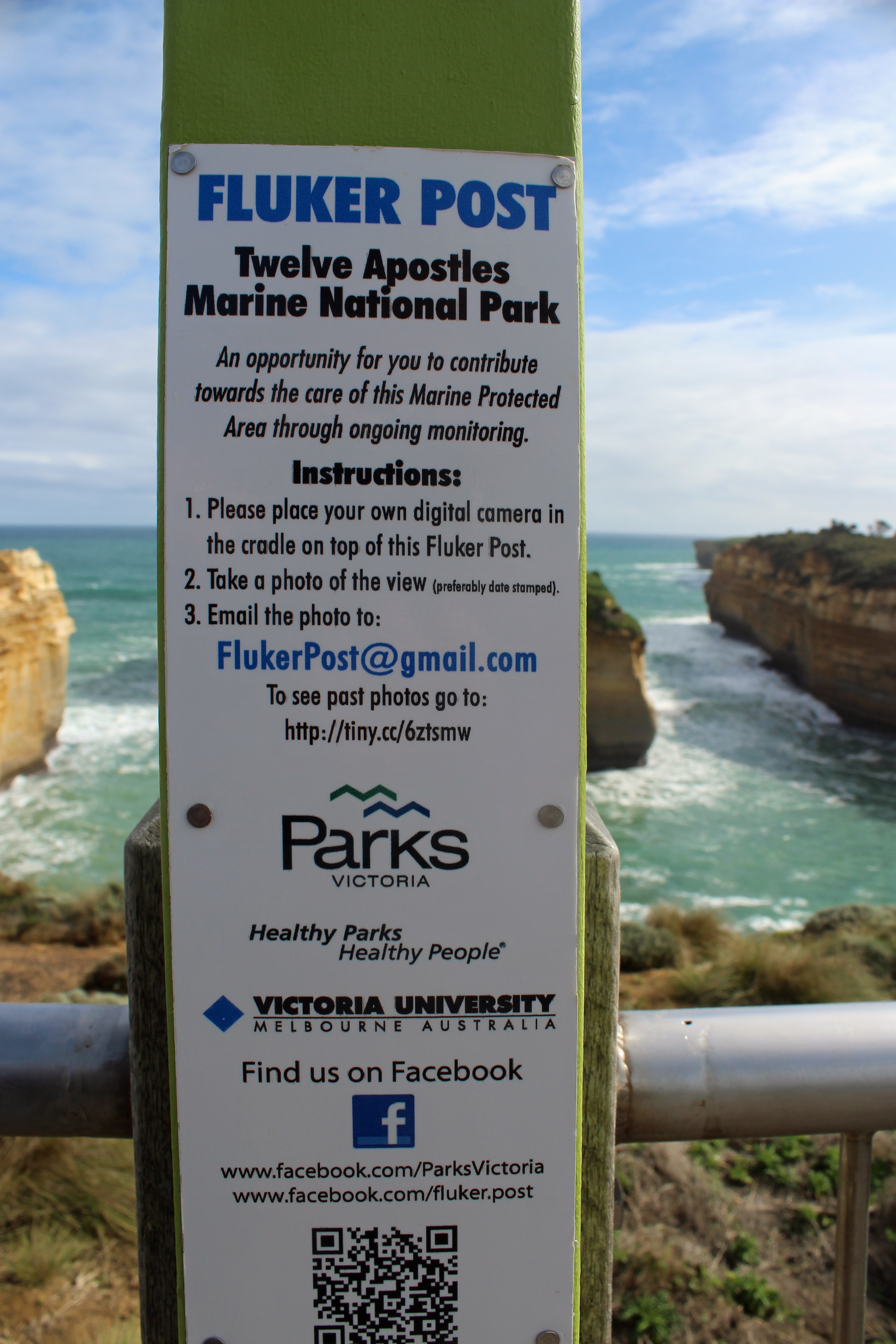
Support d'appareil photo pour suivre l'effondrement de l'arcade insulaire. Le panneau propose au visiteur de poser son appareil photo sur le support, prendre une photo de l'arcade insulaire et l'envoyer par email au comité de gestion du parc afin qu'il puisse suivre au fil du temps la vitesse d'effondrement de la structure rocheuse.

Les sciences participatives, parfois appelées sciences citoyennes ou sciences collaboratives, sont « des formes de production de connaissances scientifiques auxquelles des acteurs non-scientifiques-professionnels — qu’il s’agisse d’individus ou de groupes — participent de façon active et délibérée ». 
Elles se sont notamment développées dans le domaine des sciences naturelles, où, dans le fil des sociétés savantes des siècles passés, une grande partie du travail se faisait sur le terrain sans nécessiter de moyens coûteux ni de laboratoire. Des non-professionnels contribuaient aux avancées en matière de connaissance et d'inventaires. Avec l'amélioration des technologies, les sciences participatives ont peu à peu investi d'autres domaines comme la médecine, l'astronomie ou la physique, mais aussi les sciences sociales.

## Histoire
Après le succès puis le déclin des sociétés savantes, des campagnes d'acquisition de données, favorisées par l'amélioration des télécommunications, se sont organisées à grande échelle en impliquant un grand nombre de participants. C'est ainsi qu'a été initié vers 1900, à l'échelle de toute l'Amérique du Nord, le Christmas bird count' (comptage d'oiseaux dans les 15 jours suivant Noël, chaque année, sous l'égide de la fondation Audubon). Ce suivi implique aujourd’hui environ 50 000 citoyens. En 1965, un autre suivi ornithologique, dit Breeding bird survey (en),  a été mené en mai et juin (coordonné par le U.S. Geological Survey). Un autre suivi (Projet FeederWatch par le Cornell Lab of Ornithology, consistant dès les années 1970 à relever les espèces dans les mangeoires de l'Ontario) a été élargi à toute l’Amérique du Nord en 1988. L'apparition de nombreux logiciels, outils et approches informatiques utiles permet d'élargir les domaines accessibles aux sciences participatives (ex : OpenStreetMap pour la cartographie collaborative).

## Principes
Le concept de sciences citoyennes est né aux États-Unis. Il a été créé au début des années 1970 sous le terme « citizen science » par deux physiciens : Joël Primack (chercheur en astrophysique) et Frank von Hippel directeur d’un institut de recherche sur l'énergie et l'environnement à l'Université de Princeton et aujourd'hui codirecteur du PSGS (Program on Science and Global Security (en)).
Mycle Schneider, nommé dans le directoire de la fondation japonaise Takagi Fund for Citizen Science en 2001, a repris cette définition des sciences citoyennes :
« La science citoyenne peut être définie comme l'effort participatif et combiné de recherche, d’analyse et d’éducation publique qui poursuit strictement, comme principe de base, l'objectif de bien-être collectif des générations présentes et futures d’êtres humains sur la planète et de la biosphère.

Le scientifique citoyen, à travers ses capacités particulières de recherche et d’analyse, doit participer à la protection de la société contre des modes de développement qui placent l'intérêt de l'État ou l’intérêt corporatif au-dessus du bénéfice collectif. Le scientifique citoyen est donc un contre-expert par excellence. »
Cette nouvelle définition a abouti en avril 2002 à la création de la Fondation Sciences Citoyennes, une association française prônant une vision très différente des sciences citoyennes basée sur un contrôle de la recherche scientifique par les citoyens avec des visées politiques.

Les citoyens sont encouragés à lancer des alertes lorsqu'ils considèrent qu'ils sont en danger (exemple des antennes téléphoniques…) et peuvent ainsi faire la demande d'une expertise scientifique, qui appuiera ou non leurs craintes à ce sujet.
Le document Green Paper on Citizen Science: Citizen Science for Europe les décrit dans ces termes (traduction libre) :

« ... des activités de recherche scientifique auxquelles des citoyens contribuent activement par un effort intellectuel ou par l'apport de connaissances pertinentes, d'outils ou de ressources. Les participants fournissent des données et des lieux de recherche, soulèvent de nouvelles questions ; ils collaborent avec les chercheurs à la création d'une nouvelle culture scientifique. Tout en effectuant des activités à la fois intéressantes et utiles, ces chercheurs bénévoles acquièrent de nouvelles connaissances et compétences, ainsi qu'une meilleure compréhension du travail scientifique. Ces pratiques en réseau, ouvertes et transdisciplinaires, améliorent les interactions science-société-politique et favorisent une recherche plus démocratique, où la prise de décision se fonde sur les résultats des recherches. »

C'est un des aspects d'une gouvernance plus collaborative et citoyenne du bien commun que constituent les ressources naturelles, qui semble pouvoir se développer dans le contexte du Web 2.0. Ces sciences participatives peuvent aussi être un moyen pour les citoyens de retrouver ou conserver un contact avec la faune et la flore qui les entourent, tout en contribuant à leur restauration et à leur protection .

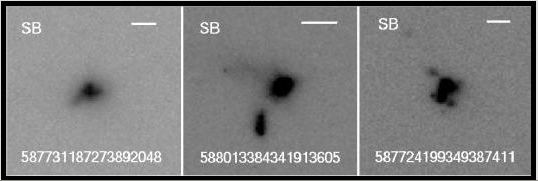
Un grand nombre de personnes, amateurs parfois, dispersées dans le monde contribuent au repérage des étoiles, galaxies et évènements astronomiques. C'est un exemple de crowdsourcing.

On retrouve trois grands types de programmes de sciences citoyennes :
1. des programmes initiés par des scientifiques, qui ont besoin de citoyens volontaires (experts, spécialistes, amateurs ou néophytes du domaine scientifique concerné) pour les aider à collecter un grand nombre de données, ou encore des données sur un vaste territoire ou sur une longue durée ;
2. des projets d'initiative citoyenne, auxquels des scientifiques ou des équipes scientifiques se sont associés et intégrés ;
3. des programmes initialement coconstruits entre scientifiques et citoyens intéressés par un même sujet d'étude ou objectif.

Dans tous les cas, les citoyens volontaires peuvent - en respectant un protocole préparé ou validé par des scientifiques - effectuer des observations, des mesures, des échantillonnages ou comptages et transmettre ces données (brutes ou préparées) afin qu'elles soient traitées et analysées par les scientifiques. À titre d'exemple, en 2010, environ 200 000 personnes ont contribué à la surveillance des cours d'eau proches de chez eux pour la journée mondiale de l'évaluation de la qualité des cours d'eau « World Water Monitoring Day ».
Le suivi d'habitats, espèces ou écosystèmes via des indicateurs qui semblent pour la plupart indiquer une situation en déclin doit être fait à large échelle, notamment pour évaluer le chemin qui reste à faire pour atteindre les objectifs de l'ONU en matière de biodiversité. Certains indicateurs, concernant les poissons ou les oiseaux donnent aussi des informations sur l'impact phénologique du dérèglement climatique. Souvent un suivi temporel long et/ou sur de vastes territoires est nécessaire. Les scientifiques peuvent alors se faire assister, par des publics d'amateurs, des usagers ou des associations. La motivation de ces acteurs (parfois nommés « observ'acteur » peut être déterminante pour l'ampleur et la qualité de certaines études. 

On parle parfois de « parataxonomistes » pour décrire des personnes n'ayant pas de formation scientifique mais employées comme assistant de chercheur sur le terrain. Ces parataxonomistes sont par exemple des étudiants, des écovolontaires ou membres de populations locales qui assistent des chercheurs dans leur tâche. Selon les cas ils peuvent être formés ou non, ou bénéficier d'une petite formation initiale. Ils sont surtout utilisés en zone tropicale pour inventorier la biodiversité qui est particulièrement riche alors que les spécialistes capables de déterminer ces espèces sont rares.

## Aspects organisationnels et juridiques
L'esprit de ces projets est généralement participatif, scientifiquement très ouvert et non concurrentiel, mais ils peuvent parfois aussi associer des citoyens à des structures privées ou publiques juridiquement contraintes par leurs statuts.
- Les budgets de ces projets étant souvent réduits, leurs auteurs utilisent souvent des logiciels libres ou les produisent pour les besoins du programme à partir d'outils open source, de formats ouverts, tout en recherchant une grande interopérabilité, voire une standardisation de présentation des données (nécessaire à l'interopérabilité, des SIG par exemple). Ils recherchent aussi une simplicité d'usage pour les non-spécialistes associés aux études. De même, ces projets produisent et utilisent volontiers des sources scientifiques dites « open access » (libre d'accès pour les francophones).
- Ces programmes peuvent toutefois aboutir à la production de données potentiellement commercialisables, ce qui pose des questions juridiques particulières (il serait par exemple difficile d'imaginer imposer des clauses de confidentialité à des citoyens volontaires pour ce seul motif).
- Les données « brutes » (primaires), « secondaires » (Il peut y avoir une protection juridique des bases de données agrégées, vérifiées, triées, et commentées quand la réalisation de la base a nécessité des investissements humains, financiers ou en temps substantiels) ou « interprétées » (et alors à forte valeur ajoutée) acquises par un groupe d'individus qui mutualisent leurs temps et certains moyens, peuvent avoir divers statuts juridiques, que ce soit dans un contexte de sciences participatives ou dans d'autres domaines collaboratifs[19]. Ce statut concernera notamment les droits de propriété, protection, diffusion ou réutilisations[19].  La donnée élaborée relève souvent du droit d'auteur car via l'interprétation et la subjectivité de l'auteur (ou des auteurs) elle présente une originalité. Des croquis ou photographies naturalistes peuvent aussi présenter un caractère artistique. Enfin, le droit des marques peut être évoqué quand l'auteur ou les auteurs (ONG, laboratoires, etc.) disposent d'une marque déposée. 
Un Livre blanc[20] a été publié à ce sujet par l'Office des données naturalistes d'Alsace (ODONAT).

## Intérêts
- Les sciences citoyennes permettent d'obtenir des données sur de vastes espaces géographiques et de longues périodes de temps, ce qui est particulièrement important dans les sciences de la nature (écologie, biologie des populations, biologie de la conservation..) et du climat (phénologie).
- Les programmes de sciences citoyennes sont souvent économiquement plus viables car résistant mieux aux aléas des programmes de financement de la recherche.
- Les citoyens représentent une force importante de travail, de compétences.
- Les citoyens peuvent contribuer au développement de la recherche et enrichir les connaissances scientifiques. En retour, les scientifiques leur font part des résultats obtenus.
- Cette recherche collaborative contribue à une accumulation de connaissances pour tous types d'acteurs : collectivités territoriales, réserves naturelles, associations, etc. Ces connaissances sont ensuite mobilisées pour mettre en place des actions ciblées de protection[21].
- Lorsque les scientifiques sont actifs, les programmes de science citoyenne sont des processus de médiation scientifique privilégiés, rapprochant le citoyen du scientifique et l'invitant à comprendre les enjeux liés au thème des études auxquelles il participe. 
Comme le suggérait Jean-Michel Cornu[22], consultant international et expert européen dans le domaine des Nouvelles Technologies et de la Société de l'information et directeur scientifique de la Fondation Internet Nouvelle Génération (FING), impliquer les citoyens dans la réalisation même de la science est un moyen privilégié pour les sensibiliser aux méthodes et à la démarche scientifique. Le processus engendré par les programmes de sciences citoyennes irait donc au-delà d'une simple diffusion des connaissances. Il rendrait la science plus concrète, mieux comprise et plus proche de la vie quotidienne.
- Les sciences citoyennes permettent d'améliorer la surveillance de la biodiversité[23] à moindre coût pour les États qui s'appuient de plus en plus sur des naturalistes bénévoles, en plus des scientifiques et bureaux d'études financés par exemple pour la surveillance de la biodiversité ; 
La Convention sur la diversité biologique (CDB) impose aux États signataires de produire des indicateurs évaluant leur performance en termes de frein à la perte de la biodiversité (16 indicateurs clés ont été identifiés pour le suivi des objectifs de la CDB). Un seul, intitulé «Tendances dans l’abondance et la répartition d’espèces indicatrices» (Trends in the abundance and distribution of selected species) » est un indicateur global direct de suivi de la biodiversité « non exploitée »[24]. 
En France, cette surveillance est entièrement basée sur les données collectées par des bénévoles. Le temps de travail consacré à ce suivi correspond à une économie en coûts administratifs. Des chercheurs (du Muséum et d'Ifremer) l'ont estimée en 2010 entre 678 523 €/an et 4 415 251 €/an (selon les scénarios retenus et rien que pour l'administration française)[24]. 
La motivation des volontaires et leur nombre, ainsi que leur large répartition sur le terrain, compense et limite le risque de biais et de moindre neutralité (non confirmée dans la littérature) dans les évaluations, bien qu’il faille sans cesse continuer à améliorer les protocoles, les valider et mieux utiliser les nouveaux outils (collaboratifs et informatiques notamment, qui permettent maintenant à des personnes de mieux contribuer à ce type de travail, en réseau, et sans formation spécialisée de longue durée.  La formation des universitaires à la taxonomie a reculé faute de budget ou de priorité dans les pays de l'OCDE, et les bénévoles spécialistes des espèces, de l'identification, la taxonomie et recensement sont maintenant beaucoup plus nombreux que les professionnels[25]. 
À titre d’exemple, pour recueillir un même type d'information (indicateurs pour l’évaluation de la biodiversité en Europe), les équipes sont constituées de 83 % de bénévoles en moyenne en Allemagne (et de 0 % en Pologne)[25].

## Limites
Les sciences citoyennes ne semblent pas adaptées à tous les sujets :
- l'objet étudié ne doit pas être dangereux ;
- il doit idéalement être assez accessible, et pouvoir être appréhendé et observé par un néophyte ou amateur, si possible dans son environnement proche ;
- certains domaines comme l'épidémiologie ou l'éco-épidémiologie n'utilisent pas ce type d'approches, notamment pour des raisons de confidentialité des données relatives aux personnes malades et à leur vie privée.

## États des lieux

### Programmes internationaux
- Zooniverse, portail de sciences citoyennes principalement tourné vers l'astronomie avec des projets tels Galaxy Zoo.
- Foldit, jeu vidéo expérimental sur le repliement des protéines.
- Sensor.Community, réseau global de capteurs environnementaux, particulièrement axé sur la mesure des particules fines.

### France

#### Réflexion et concertation
En octobre 2009, une première rencontre nationale sur les sciences citoyennes a fait écho à Montpellier aux nouvelles pratiques associant scientifiques et citoyens. Ce colloque a présenté divers programmes de « recherche citoyenne ». Il a permis à des porteurs de projets, scientifiques, observateurs, citoyens et représentants de collectivités de partager leurs attentes et réfléchir à la définition et aux enjeux des sciences citoyennes. En septembre 2010, la Société française d'écologie (SFE) a ouvert une plate-forme multimédia qui se veut aussi une tribune libre ouverte aux échanges d'idées et débats sur les thèmes « Quelle place pour la science participative ? Quelles interactions entre « experts » et observateurs ? Quels résultats ? Quel avenir ? »[réf. souhaitée]
En 2016, François Houllier (directeur général de l'INRA) a rendu à Najat Vallaud-Belkacem (ministre de l’Éducation Nationale, de l'Enseignement Supérieur et de la Recherche)  et à Thierry Mandon (Secrétaire d'État chargé de l'Enseignement Supérieur et de la Recherche) un rapport sur "Les Sciences Participatives en France", construit en trois parties (état des lieux, bonnes pratiques et recommandations). Ce travail co-écrit avec Jean-Baptiste Merilhou-Goudard (conseiller du PDG de l'INRA) traite du travail collaboratif ainsi que des moyens techniques, financiers et réglementaires.

#### Structuration
Le Collectif National Sciences Participatives-Biodiversité a été créé en 2012. Il rassemble des programmes de sciences participatives, et est co-animé par la Fondation Nicolas Hulot pour la Nature et l'Homme (FNH) et l'Union Nationale des Centres Permanents d'Initiatives pour l'Environnement (UNCPIE). Il a notamment pour objectifs de structurer et réunir les acteurs de sciences participatives, recenser leurs initiatives, soutenir la contribution des sciences participatives auprès des instances politiques ou encore alimenter chaque année l’indicateur de l’Observatoire national de la biodiversité. En juin 2018, le collectif crée le site internet OPEN (Observatoires Participatives des Espèces et de la Nature), qui recense les initiatives de sciences participatives en France,,,.
En 2015 a été initié le collectif Vigie-Mer afin structurer le réseau des acteurs des sciences participatives en milieux marin et littoral, en explosion depuis les années 2000, en améliorant la visibilité et faciliter le lien avec chercheurs et gestionnaires d'aires marines protégées, mutualiser les méthodes et travailler sur la complémentarité des données.
Le Muséum national d'histoire naturelle porte de nombreux programmes de sciences participatives en biodiversité, à la fois via INPN espèces, programme d'inventaire participatif ayant pour objectif de compléter la répartition des espèces françaises et sous le chapeau Vigie-Nature, né en 1989 à partir du Suivi Temporel des Oiseaux Communs,, mais également en astronomie via le programme FRIPON de détection des bolides célestes .
En ce qui concerne la biodiversité, les associations botaniques et ornithologiques sont particulièrement actives, notamment via le réseau Visionature, Tela Botanica, Migraction, etc., et les actions de nombreuses associations locales sur le territoire. Outre ces programmes, des protocoles existent également pour aider des groupes de naturalistes amateurs à s'organiser par eux-mêmes pour exploiter leurs données : cette approche a notamment rencontré le succès à la Réunion.

### Québec
Au Québec, il existe plusieurs programmes de science citoyenne, notamment : 
- iPapillon;
- Mission monarque, un programme nord-américain pour documenter la répartition et l'utilisation des habitats de reproduction du monarque (Danaus plexippus)[38];
- Banque de données ÉPOQ (Étude des populations d'oiseaux du Québec) remplacé depuis 2013 par eBird Québec;
- Atlas des oiseaux nicheurs du Québec ;
- Atlas des amphibiens et des reptiles du Québec.

## Perspectives
Parfois loin des institutions, les sciences citoyennes se sont discrètement développées dans les années 1990-2000, dans une nouvelle dynamique, profitant notamment des progrès de l'informatique et des outils qui ont dopé les potentialités du travail collaboratif.
L’étude et le suivi de la biodiversité, qui sont des domaines de prédilection pour l’application des principes de sciences citoyennes (du fait d'une quantité de données à recueillir considérable sur l'ensemble du territoire, d'espaces « hors laboratoires », c'est-à-dire accessibles à tous (Michel Callon et al., 2001) sont ainsi à l'honneur lors de cet événement.
La démocratisation de l'accès au GPS, permet via un simple téléphone portable de contribuer à des inventaires de la biodiversité, par exemple dans le cadre du projet InterregRINSE qui a développé une application smartphone dite « Th@s Invasive » ; gratuite, disponible en français ou en anglais, et facilement téléchargeable permettant à chacun de recenser et cartographier un grand nombre d'espèces exotiques envahissantes, en prenant une photo de l'espèce en question, qui sera géoréférencée par le GPS du smartphone et envoyé par le logiciel une fois confirmation faite par l'écocitoyen participant à cet inventaire général et permanent qui vise à limiter les impacts négatifs des espèces dites « invasives ». 

À partir d'une telle base de données, on peut ensuite extraire (éventuellement de manière automatisée) des informations phénologiques d'intérêts climatique ou écologique sur les dates de germination, floraisons, fructification, reproduction, migration, etc. Il est aussi possible d'avoir des informations sur la taille de l'animal photographié (si l'on met par exemple une pièce de 1 euro à côté du poisson photographié), ce qui apporte chez certaines espèces des indications sur l'âge, le nombre d'œufs potentiellement pondus, ou parfois sur le sex-ratio; qui lui-même peut apporter des informations sur une possible pollution par des perturbateurs endocriniens). Il serait aussi possible de détecter d'éventuels effets de co-invasivité ou des facteurs favorisant ces espèces qui n'auraient pas encore été compris. 
La colonisation de nouveau secteur géographique pourra être détectée plus vite, voire anticipée, ce qui permettra aux gestionnaires de milieux et d'espèces de mieux limiter certains des effets négatifs de ces phénomènes de pullulation.
Ce type d'approche a été rendue possible par un travail préalable (depuis les années 1990) sur l'aide à l'identification interactive par clé d'identification visuelle de plantes non indigènes pouvant (potentiellement) représenter une menace pour la biodiversité, notamment dans l’écozone qui inclut l'Allemagne, les Pays-Bas, la Belgique et le grand Nord-Ouest de la France. Ce travail d'identification peut aussi être utile pour les autres régions et pays, notamment où ces espèces seraient réglementées ou là où elles peuvent être recherchées par les douanes comme "contaminants d'exportations commerciales" (exemple : « contamination par des graines dans de la nourriture pour oiseaux, mauvaises herbes dans des bonsaïs »... Hormis pour les algues et mousses, ces clés interactives sont liées aux informations sur les espèces de la  « Q-bank Invasive Plants database » (fiches descriptives et informatives, cartes d'aire de répartition mondiale, barcode moléculaire lorsque disponible, etc.). Ces informations sont disponibles en ligne.

### Vidéographie
- Table ronde Colloque Sciences citoyennes & Biodiversité (2009), organisé par Tela Botanica